# Samuel Chase
Samuel Chase (ur. 17 kwietnia 1741 roku; zm. 19 czerwca 1811 roku) – amerykański prawnik i polityk.
Był delegatem do Kongresu Kontynentalnego, na którym 2 sierpnia 1776 roku jako przedstawiciel stanu Maryland podpisał deklarację niepodległości Stanów Zjednoczonych.
Prezydent George Washington nominował go sędzią Sądu Najwyższego 27 stycznia 1796 roku. Nominacja została zatwierdzona przez Senat 4 lutego 1796 roku. 
W 1803 roku Chase stał się jedynym w historii sędzią Sądu Najwyższego, którego próbowano usunąć ze stanowiska w procesie impeachmentu, jednak w 1805 roku Senat oczyścił go z zarzutów. Stanowisko sędziego piastował przez 15 lat aż do śmierci. Zmarł w Waszyngtonie w 1811 roku w wieku 70 lat.